# 루시아나 푸스터
루치아나 푸스터 구즈만(Luciana Fuster Guzmán, 1999년 1월 14일 ~ )은 페루의 모델, 배우, 뷰티 퀸으로 2023년 미스 그랜드 인터내셔널의 우승자이다.